# Cerro Jiskha Sallalla
Cerro Jiskha Sallalla är ett berg i Bolivia.   Det ligger i departementet La Paz, i den västra delen av landet, 400 km nordväst om huvudstaden Sucre. Toppen på Cerro Jiskha Sallalla är 4 591 meter över havet, eller 71 meter över den omgivande terrängen. Bredden vid basen är 2,2 km.
Terrängen runt Cerro Jiskha Sallalla är huvudsakligen kuperad. Runt Cerro Jiskha Sallalla är det ganska glesbefolkat, med 26 invånare per kvadratkilometer.. 
Trakten runt Cerro Jiskha Sallalla består i huvudsak av gräsmarker.